# Angelos Charisteas
Angelos Charisteas (en griego: Άγγελος Χαριστέας, AFI: [ˈaɲɟeˌlos xariˈsteˌas], pronunciado Jaristeas) (n. Strymoniko, 9 de febrero de 1980) es un exfutbolista griego. Jugaba de delantero y su último club fue el Al-Nassr. Fue internacional con la selección de Grecia con la que logró ganar la Eurocopa 2004, siendo pieza clave y anotador del único gol de aquella final.

## Trayectoria

### Aris de Salónica
Comenzó su carrera en el equipo local de Strymonikos, de la Asociación Cultural Deportiva de Strymon (Liga Regional Amateur), desde donde se mudó al Aris Salónica en 1997. En enero de 1998 fue cedido a Athinaikos por seis meses. A su regreso al equipo de Salónica en el mismo año, se le dieron varias oportunidades y continuó su carrera en ese equipo hasta el año 2002.
era gey

### Werder Bremen
En 2002, el Werder Bremen lo adquirió de forma aventurera, ya que las negociaciones para su traspaso las realizaba el entonces presidente del Aris, Ioannis Zahoudanis, y aunque las dos partes acordaron el traspaso del delantero Serrai a la selección alemana, por circunstancias desconocidas recogió los beneficios de la transferencia. De 2002 a 2005 jugó para el equipo alemán en 66 partidos, marcó 18 goles y ganó un doblete.

### Ajax
En 2005 se trasladó a Países Bajos, concretamente al Ajax, donde tuvo actuaciones positivas en su primer año, marcando ocho goles. Sin embargo, al año siguiente fue marginado y fuera de los planes del entonces entrenador del club neerlandés, Henk Ten Cate, por lo que se marchó, participando en un total de 31 partidos ligueros y habiendo marcado doce goles.

### Feyenoord
La temporada 2006-07 encontró a Charisteas en el Feyenoord, también en Países Bajos, donde terminó el año marcando un total de diez goles.

### Núremberg
En 2007 acordó continuar su carrera en el 1. F. C. Núremberg, con el coste total del traspaso alcanzando los 2,5 millones de euros. En 2009 se hizo una breve cesión al Bayer Leverkusen, con el que disputó 13 partidos y participó en la final de copa ante su ex-club Werder Bremen.

### Arles Avignon
En agosto de 2010 firmó un contrato de un año con el club francés Arles-Avignon, recién llegado a la Champions League, donde encontró a Angelos Basinas, su excompañero en la selección griega. Su colaboración con el equipo francés finalizó el 28 de noviembre de 2010.

### Schalke
En enero de 2011, Charisteas firmó un contrato con el Schalke 04, donde jugó hasta el final de la temporada 2010-11, ganando la Copa de Alemania 2010-11 y llegando a las semifinales de la Liga de Campeones de la UEFA 2010-11. En su primera participación con el equipo alemán logró marcar el gol de la victoria ante el Eintracht Frankfurt.

### Panetolikos
En la temporada 2011-12 tomó la decisión de regresar a Grecia y jugar en el Panetolikos, firmando el 27 de julio de 2011 un contrato de un año con el equipo de Agrinio.

### Al Nassr
A finales de febrero de 2013, firmó con el equipo de Arabia Saudí Al-Nassr por 500.000 euros durante cuatro meses, recibiendo una cálida bienvenida por parte de la afición del equipo a su llegada al aeropuerto.

## Selección nacional
Tras pasar por la sub-21, Angelos debutó con la selección de fútbol de Grecia en febrero de 2001, en un partido contra la selección rusa (3-3).
Desde entonces, ha sido internacional en 86 ocasiones, y ha marcado 25 goles.
Ha participado en dos Eurocopas, la primera de ellas la de 2004, en la que se proclamó campeón anotando el gol de la victoria en la final disputada ante Portugal, en el Estádio da Luz. También participó en la Euro 2008 en la que la selección griega no pasó de la primera fase. Charisteas fue el autor del único gol heleno, marcado ante España.

### Participaciones en Copas del Mundo
| Mundial                        | Sede      | Resultado    | Partidos | Goles |
| ------------------------------ | --------- | ------------ | -------- | ----- |
| Copa Mundial de Fútbol de 2010 | Sudáfrica | Primera fase | 1        | 0     |

### Participaciones en Eurocopas
| Eurocopa      | Sede            | Resultado    | Partidos | Goles |
| ------------- | --------------- | ------------ | -------- | ----- |
| Eurocopa 2004 | Portugal        | Campeón      | 6        | 3     |
| Eurocopa 2008 | Austria y Suiza | Primera fase | 3        | 1     |

### Participaciones en la Copa Confederaciones
| Copa Confederaciones           | Sede     | Resultado    | Partidos | Goles |
| ------------------------------ | -------- | ------------ | -------- | ----- |
| Copa FIFA Confederaciones 2005 | Alemania | Primera fase | 3        | 0     |

## Clubes
| Club                        | País           | Año       | PJ | Goles |
| --------------------------- | -------------- | --------- | -- | ----- |
| Aris Salónica               | Grecia         | 1997-2002 | 87 | 19    |
| → Athinaikos FC (cedido)    | Grecia         | 1998-1999 | 7  | 1     |
| Werder Bremen               | Alemania       | 2002-2005 | 66 | 18    |
| Ajax Ámsterdam              | Países Bajos   | 2005-2006 | 31 | 12    |
| Feyenoord de Róterdam       | Países Bajos   | 2006-2007 | 28 | 9     |
| 1. FC Nürnberg              | Alemania       | 2007-2010 | 57 | 8     |
| → Bayer Leverkusen (cedido) | Alemania       | 2009      | 13 | 1     |
| Arles-Avignon               | Francia        | 2010      | 7  | 0     |
| Schalke 04                  | Alemania       | 2011      | 4  | 1     |
| Panetolikos                 | Grecia         | 2011-2012 | 24 | 4     |
| Al-Nassr                    | Arabia Saudita | 2013      | 7  | 1     |

## Palmarés

### Campeonatos nacionales
| Título                        | Club           | País         | Año  |
| ----------------------------- | -------------- | ------------ | ---- |
| Bundesliga                    | Werder Bremen  | Alemania     | 2004 |
| Copa de Alemania              | Werder Bremen  | Alemania     | 2004 |
| Copa de los Países Bajos      | Ajax Ámsterdam | Países Bajos | 2006 |
| Supercopa de los Países Bajos | Ajax Ámsterdam | Países Bajos | 2006 |
| Copa de Alemania              | Schalke 04     | Alemania     | 2011 |

### Copas internacionales
| Título   | Equipo              | País     | Año  |
| -------- | ------------------- | -------- | ---- |
| Eurocopa | Selección de Grecia | Portugal | 2004 |